# Optus Sport
Optus Sport es un grupo de canales de televisión por suscripción en streaming australiano con temática deportiva, propiedad de Optus, que se lanzó el 13 de julio de 2016. La cadena se lanzó después de que Optus superara la oferta del titular Foxtel por los derechos de TV de la Premier League. Es la principal emisora de fútbol no australiano en Australia y transmite ligas como la Premier League y la Women's Super League.
Optus Sport está disponible en streaming a través de navegadores web en macOS y Windows, aplicaciones en teléfonos inteligentes y tabletas compatibles, incluidos iOS y Android. También está disponible mediante aplicaciones en televisores inteligentes y consolas de videojuegos domésticos seleccionados.

## Historia
Al comienzo de Optus Television, Optus había utilizado los derechos deportivos como un diferenciador clave entre este y su rival Foxtel. Optus distribuyó C7 Sport en su operadora de televisión por suscripción hasta marzo de 2002, cuando Optus la reemplazó por Fox Sports, rebautizada como "Optus Sports" hasta octubre de ese año. En 2009, Optus Television dejó de ofrecerse a nuevos suscriptores y el servicio finalmente se suspendió.
En julio de 2010, Fetch TV, respaldado por Malasia, se lanzó en Australia y empezó a estar disponible a través de Optus. En 2015, el nuevo director ejecutivo Allen Lew, que había iniciado la cobertura de la Premier League de la empresa matriz Singtel, presentó un plan de tres años (2016-2018) para que Optus pasara de ser un proveedor de telecomunicaciones a una empresa multimedia, como un «agregador de contenido».
Optus comenzó a probar su propia red de distribución de contenido en marzo de 2015, y en noviembre de ese año se anunció que la empresa había comprado los derechos de transmisión de la Premier League en Australia hasta la conclusión de la temporada 2018/19. En marzo de 2016, se reveló que los canales de Optus Sport estarían disponibles a través de Fetch TV de Optus (rebautizado como "Yes TV"), así como mediante una aplicación y un sitio web, con cobertura satelital disponible para aquellos que no tengan velocidades de Internet adecuadas o para lugares comerciales. Este anuncio también incluía el hecho de que un partido por ronda de la Premier League sería sublicenciado a un canal de televisión abierta. SBS después reveló que habían canjeado su licencia de la Copa Mundial de la FIFA por esta sublicencia.
Optus anunció los precios de la cobertura de la Premier League en mayo de 2016, que fueron revisados luego de ser mal recibidos por los clientes; los nuevos precios, que incluían un periodo de cobertura «gratuita», se anunciaron en junio.
Optus más tarde anunció que había llegado a un acuerdo con Nine Network para compartir los derechos de la International Champions Cup, y que Optus transmitiría todos los partidos que se jugaran fuera de Australia. Nine compartiría la etapa disputada en China y conservaría los derechos exclusivos de los partidos jugados en Australia. Esta fue la primera transmisión deportiva en vivo en los canales, con el Manchester United jugando contra el Borussia Dortmund en Shanghái el 22 de julio de 2016 como el primer evento en vivo. Optus también agregó un juego amistoso de pretemporada del West Ham United y luego mostraría su fallido partido de clasificación para la Europa League contra el Astra Giurgiu.

### Controversia inicial
La noticia de que Optus había conseguido los derechos de la Premier League no fue bien recibida por los hinchas existentes. La mayoría de ellos tenían planes cerrados con Foxtel u otros proveedores de telecomunicaciones y se mostraban escépticos sobre cómo la deficiente infraestructura de red de Australia podría manejar transmisiones «en vivo» por una IPTV. Las primeras tres jornadas de la competición estuvieron plagadas de quejas en las redes sociales y en otros medios de comunicación.

### Respuesta de Foxtel
El titular de los derechos, Fox Sports, reaccionó rápidamente a la noticia de que había perdido los derechos, eliminando el paquete adicional de BeIN Sports de 15 dólares australianos al mes y añadiendo varios canales al paquete de deportes existente. También se añadieron los canales de televisión de los clubes Chelsea FC, Liverpool FC y Manchester United, así como se anunciaron los acuerdos para mostrar los partidos del Arsenal, Manchester City y Tottenham Hotspur en diferido.
Foxtel afirmó que Optus había amenazado con emprender acciones legales por los nuevos canales «gratuitos» y por eso añadió un cargo de 1 centavo por canal por año a cada uno.

## Canales y contenido
Optus Sport opera once canales multiplex:
- Optus Sport 1

Optus Sport 1 es el canal principal, que transmite principalmente la Premier League, así como partidos internacionales. Emite la señal internacional producida por IMG. La cobertura 24/7 de la Premier League se trasladó a Optus Sport 3 para la Copa Mundial de Fútbol de 2018. También emite Scores on Sunday, un programa de 90 minutos dedicado a la semana en el fútbol, tanto a nivel nacional como internacional, masculino y femenino.
- Optus Sport 2

Optus Sport 2 es el primer canal de desbordamiento y también muestra partidos internacionales selectos. Durante la Copa Mundial de Fútbol de 2018, fue un canal secundario dedicado al evento, que emitía partidos en vivo simultáneos, repeticiones y momentos destacados.
- Optus Sport 3 a 11

Los canales 3 a 11 son los canales de desbordamiento restantes y transmiten partidos en vivo de la Premier League u otras competiciones que se muestran en Optus Sport.